# 孫炳文

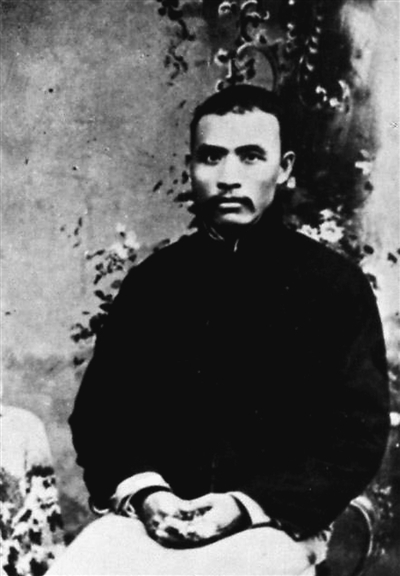
孙炳文

孫炳文（1885年—1927年4月），字浚明，四川南溪人，祖籍湖北麻城，中国共产党革命烈士。

## 生平
孫炳文出身於商人家庭，父親孫步蟾，育有十一名子女，孫炳文排行第九。八歲，開始入讀私塾。廿二歲，考入了敘府中學。1908年考入京師大學堂預科英文班。1911年加入同盟會，被推舉為京津同盟会分会文法部長，任《民國日報》總編輯。辛亥革命後，重讀北京大學。1917年結識朱德，被聘為旅部參謀，開始閱讀《新青年》等刊物。1920年任四川造幣廠廠長。1922年9月与朱德起义赴德国留学，并主动撮合外甥女陈玉珍嫁给已婚的朱德。同年11月在柏林加入中國共產黨。1925年8月赴苏联莫斯科，9月经西伯利亚铁路线回国，抵广州。1926年3月中山艦事件遭逮捕，經周恩來等營救獲釋。
1927年4月，就任國民政府軍事委員會總務兼軍事廳長，途經上海遭逢四一二事件，再次被國民黨逮捕及殺害於龍華。有女孫維世，受周恩来照顾。私生活有很大争议，与多人结怨，导致其在文化大革命中受害。